# Альвенслебен, Фридрих Иоганн фон
Граф Фридрих Иоганн фон Альвенслебен (нем. Friedrich Johann von Alvensleben; 9 апреля
1836, Эркслебен (Бёрде) — 16 сентября 1913, там же) — прусский дипломат, государственный деятель.

## Биография
Представитель прусского дворянского рода Альвенслебен. Изучал право в университетах Бонна и Берлина В 1861 году поступил на дипломатическую службу в качестве атташе посольства Пруссии в Брюсселе. Позже, работал секретарём прусских дипломатических миссий в Штутгарте, Мюнхене, Дрездене, Санкт-Петербурге и Вашингтоне.
В 1871 году Отто фон Бисмарк назначил его на работу в рейхсканцелярию. В 1872 году Альвенслебен был юрисконсультом посольства Пруссии в Санкт-Петербурге, с 1876 г. — генеральным консулом в Бухаресте.
С 1879 года — министр -резидент в Дармштадте. В 1882 году — посол Королевства Пруссия в Гааге, в 1884 году — в Вашингтоне, в 1888 году — в Брюсселе, в 1900—1905 годах — посол в Санкт-Петербурге.
По мнению канцлера Бисмарка, Альвенслебен был одним из его самых способных сотрудников в Министерстве иностранных дел Пруссии, поэтому в 1890 году предложил ему сменить своего сына Герберта фон Бисмарка на посту статс-секретаря министерства иностранных дел. В 1906 году он был назначен пожизненным членом Прусской Палаты господ.